# Willa Bergera w Sopocie
Willa Bergera – zabytkowa willa w Sopocie. Zlokalizowana jest przy ul. Obrońców Westerplatte.

## Historia
Została zbudowana w 1870 na zlecenie Johanna Immanuela Bergera (1824–1906). W 1909 willę kupił Paul Heinrich Hermann Ressler, natomiast w 1915 Karl Kette. W 1937 stała się własnością Karla Hildebrandta. W latach 1945–1954 w budynku funkcjonowała Wyższa Szkoła Sztuk Plastycznych, następnie przeniesiona do Gdańska. Współcześnie budynek pełni funkcje mieszkalne. Od 1982 widnieje w rejestrze zabytków.

## Odniesienia w kulturze
Willa zagrała w odcinku „Major opóźnia akcję” serialu 07 zgłoś się (1976) i filmie pt. Medium (1985). 